# جانيت موراي
جانيت موراي (بالإنجليزية: Janet Murray)‏ هي كاتِبة أمريكية، ولدت في 6 أغسطس 1946.